# Changjiang Nan Lu
Changjiang Nan Lu (chiń. 长江南路站) – stacja początkowa metra w Szanghaju, na linii 3. Zlokalizowana jest pomiędzy stacjami Songfa Lu oraz Yingao Xi Lu. Została otwarta 18 grudnia 2006.